# Wohn- und Wirtschaftsgebäude Rotenburger Straße 58
Das Wohn- und Wirtschaftsgebäude Rotenburger Straße 58 an einem Stichweg in der niedersächsischen Gemeinde Hemsbünde wurde am Anfang des 19. Jahrhunderts erbaut. Aktuell (2025) wird es auch zum Wohnen genutzt.
Das Gebäude steht unter Denkmalschutz (siehe auch Liste der Baudenkmale in Hemsbünde).

## Geschichte und Beschreibung
Hemsbünde gehört zur heutigen Samtgemeinde Bothel im Landkreis Rotenburg (Wümme).
Das eingeschossige giebelständige Gebäude wurde 1819 als Zweiständer-Hallenhaus in Fachwerk mit Steinausfachungen, Krüppelwalmdach (am Wohngiebel) und Grooter Door (Inschrift) erbaut. Am Wirtschaftsgiebel wurde ein Stall angebaut. Das Innengerüst blieb im Dielenbereich erhalten.
Das Landesdenkmalamt befand u. a.: „… ein regionstypisches Hallenhaus der ersten Hälfte des 19. Jahrhunderts in Zweiständerkonstruktion ….“
In unmittelbarer Nähe steht das Wohn- und Wirtschaftsgebäude Rotenburger Straße 54 von 1819.